# Levi Eshkol
Levi Eshkol (en hebreo: לֵוִי אֶשְׁכּוֹל‎ escucharⓘ, nacido Levi Yitzhak Shkolnik (en hebreo: לוי יצחק שקולניק‎); 25 de octubre de 1895 - 26 de febrero de 1969) fue un estadista israelí que sirvió como el cuarto primer ministro de Israel a partir de 1963 hasta su muerte de un ataque al corazón en 1969. Fundador del Partido Laborista israelí, ocupó numerosos cargos de alto nivel, entre ellos ministro de Defensa (1963-1967) y ministro de Finanzas (1952-1963).
Eshkol fue nombrado primer ministro tras la dimisión de David Ben-Gurion. Luego dirigió al partido en las elecciones a la Sexta Knesset (1965) y ganó, permaneciendo en el cargo durante seis años consecutivos. Poco después de asumir el cargo, realizó varios cambios significativos, entre ellos la anulación del gobierno militar sobre los árabes israelíes y un exitoso viaje a los Estados Unidos, siendo el primer líder israelí en ser invitado formalmente a la Casa Blanca. Sus relaciones con el presidente estadounidense Lyndon B. Johnson afectaron en gran medida las relaciones entre Israel y Estados Unidos y más tarde en la guerra de los Seis Días.
Eshkol, que participó activamente en el movimiento sionista desde temprana edad, emigró a la Siria otomana en 1914 y trabajó en la agricultura. Fue uno de los fundadores de las principales instituciones del Yishuv, sobre todo la Histadrut y la Hagana. Fue tesorero del partido político Hapoel Hatzair y tesorero del Centro Agrícola. En 1929 fue elegido presidente del comité de asentamiento dentro del Congreso Sionista, asumiendo un papel de liderazgo en las condiciones propicias para la nueva construcción. En 1937 fundó la empresa de agua Mekorot y fue su director hasta 1951. Simultáneamente, ocupó cargos en la Hagana, en Mapai y como presidente del Consejo de Trabajadores de Tel Aviv. En 1948-1949 fue director general del Ministerio de Defensa y de 1948 a 1963 fue presidente del Departamento de Asentamientos de la Agencia Judía. Elegido para la Segunda Knesset en 1951, poco después fue nombrado para funciones clave del gobierno.
Dirigió al gobierno israelí durante y después de la guerra de los Seis Días y fue el primer primer ministro israelí en morir en el cargo.

## Biografía

### Primeros años
Levi Eshkol (Shkolnik) nació en el Shtetl de Oratov, Lipovetsky Uyezd, Gobernación de Kiev, Imperio ruso (ahora Orativ, Óblast de Vínnitsa, Ucrania). Ambos padres eran judíos, aunque su madre Dvora (nacida como Dvora Krasnyanskaya) provenía de un trasfondo jasídico, mientras que su padre Joseph Shkolnik provenía de una familia de Mitnagdim. Ambas familias estaban orientadas a los negocios y eran propietarias de negocios agrícolas que incluían molinos harineros, plantas industriales y negocios asociados a la silvicultura.
Eshkol recibió una educación judía tradicional desde los cuatro años y comenzó los estudios de Talmud a los siete años. Además de sus estudios de Jeder, Eshkol fue educado por tutores privados en educación general. En 1911 fue aceptado para estudiar en el gymnasium judío de Vilna (ahora Vilnius, Lituania ) y abandonó su ciudad natal y su familia.
En Vilna, Eshkol se unió a la asociación de estudiantes Zeiri Zion (Juventud de Sion) e inició sus contactos con el movimiento sionista. Fue elegido miembro del comité ejecutivo local y, en 1913, se unió a Hapoel Hatzair tras su reunión con el líder del partido Joseph Shprinzak .

### Actividad pública 1914-1937
En 1914, se fue a Eretz Israel, entonces parte del Imperio otomano. Primero se estableció en Petaj Tikva y trabajó en el montaje de túneles de riego en los huertos locales. En años posteriores sería recordado como un trabajador sobresaliente durante este período de tiempo. Eshkol también se volvió rápidamente activo públicamente y fue elegido miembro del sindicato de trabajadores locales. Sin embargo, poco después dejó Petaj Tikva y se unió a un pequeño grupo que se estableció para asentar el área de Atarot.
Al estallar la Primera Guerra Mundial, por temor a la hostilidad local, su grupo se estableció brevemente en Kfar Uria, Rishon LeZion y regresó a Petaj Tikva. Entre 1915-17 fue miembro destacado del Sindicato de Trabajadores de Judea. En 1918, se ofreció como voluntario en la Legión Judía y sirvió en ella hasta el verano de 1920.
En septiembre de 1920, Eshkol estaba entre los 25 fundadores del Kibutz Degania Bet, convirtiéndolo en su residencia permanente. Sin embargo, su actividad pública había crecido y a menudo se le enviaba a numerosas misiones. En 1920, fue uno de los fundadores de la Histadrut. También fue uno de los fundadores de la Haganá. Fue miembro del primer alto mando nacional de la Haganá (1920-21). Como delegado de la Histadrut, fue representante internacional en varias reuniones y se le encomendó la organización del "Sindicato de Trabajadores Agrícolas". En 1929 fue delegado por primera vez en el Congreso Sionista y fue elegido miembro del Ejecutivo Sionista, lo que lo convirtió en miembro interino del ejecutivo en la recién formada Agencia Judía.
Entre 1933 y 1934, Eshkol estuvo trabajando en Berlín en nombre de la Organización Sionista y el movimiento juvenil HeHalutz. Durante este tiempo, negoció con las autoridades alemanas sobre lo que se conoció como el Acuerdo de Haavara. A su regreso al mandato británico en 1934, fue nombrado director de la empresa Nir, que proporcionó fondos para nuevos asentamientos agrícolas.

### Director de Mekorot
Eshkol presionó a favor de una compañía nacional de agua desde alrededor de 1930, presentando planes presupuestarios ante la Organización Sionista Mundial en 1933 y 1935. La creación de la compañía de agua Mekorot fue posible en febrero de 1937 bajo la gestión conjunta de la Agencia Judía, la Histadrut y el Fondo Nacional Judío. Eshkol se desempeñó como su director hasta 1951, supervisando su expansión en 1938 desde territorios agrícolas a áreas residenciales y la construcción de las primeras líneas de agua al área sur de Negev ya en 1941. En 1947, más de 200 kilómetros de líneas de agua estaban activas.

### Actividad política y militar 1940-1949

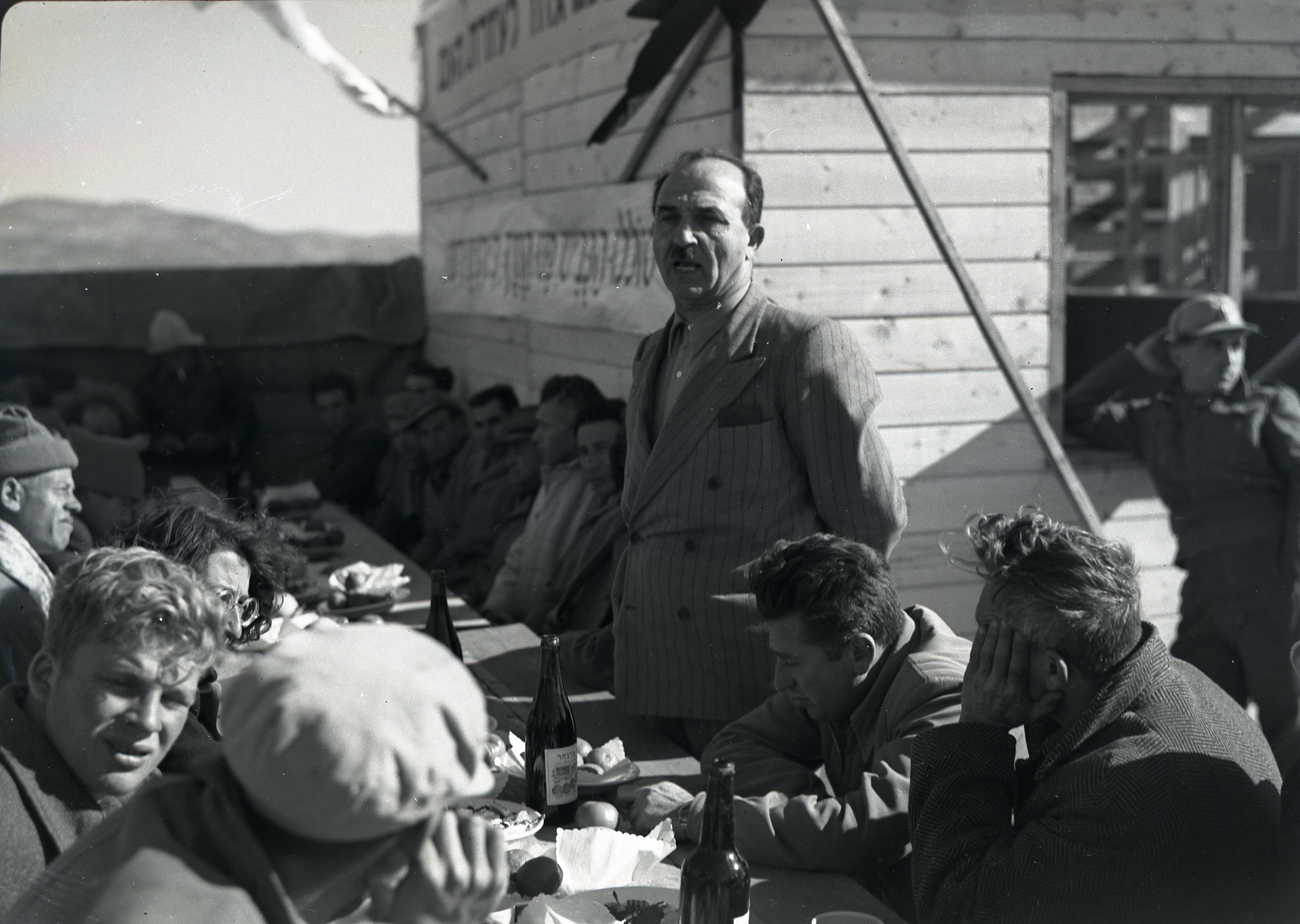
Eshkol en el kibutz Yas'ur en 1949

Eshkol volvió a servir en el alto mando de la Haganá de 1940 a 1948 y estuvo a cargo de la tesorería de la organización. Se dedicó a la adquisición de armas para la Haganá antes y durante la guerra de la Independencia de Israel.
Entre 1942 y 1944, Eshkol se desempeñó como secretario general de Mapai.
Durante la Segunda Guerra Mundial, Eshkol abogó por la inscripción judía en el ejército británico. Sin embargo, se confirmó con el liderazgo del Yishuv y luego se unió a la ideología afirmando la diferenciación entre el frente global y el frente local, luchando contra el Mandato Británico. En 1945-1946, Eshkol fue representante de Hagana en el liderazgo del Movimiento de Resistencia Judía .
En 1944 fue nombrado secretario general del Consejo de Trabajadores de Tel Aviv, permaneciendo en este cargo hasta 1948.
En 1947, Eshkol fue nombrado miembro de los dos principales foros de defensa: el Comité del Negev que supervisó la administración del Negev antes de la Declaración de Independencia de Israel, así como el Comité de Defensa general del liderazgo del Yishuv. Más tarde ese año, David Ben-Gurion lo nombró para dirigir el centro nacional de reclutamiento, que sentó las bases para la formación de las Fuerzas de Defensa de Israel tras la independencia del Estado de Israel, en mayo de 1948, momento en el que Eshkol fue nombrado director general del Ministerio de Defensa, sirviendo desde mayo de 1948 hasta enero de 1949.

### Ascenso a la carrera política nacional
Durante la época de la inmigración masiva al Estado de Israel (1949-1950), Eshkol dirigió el Departamento de Asentamiento de la Agencia Judía, donde propuso por primera vez la idea de asentar a un buen número de estos inmigrantes en granjas agrícolas recién fundadas, con el fin de resolver su encrucijada de vivienda. Es reconocido por decir: "No sabíamos exactamente qué hacer con estos judíos. Entonces intervenimos desde los consejos de nuestro corazón, y desde la experiencia que habíamos acumulado hasta ahora, y dijimos: Un país desolado, un pueblo desolado; estas dos cosas deben hacer florecer la una a la otra. De ahí nació la idea de poner en marcha una extensa operación de asentamiento agrícola y absorber a gran parte de los inmigrantes” Eshkol fue elegido para la Knesset en 1951 como miembro del partido Mapai. Se desempeñó como ministro de Agricultura hasta 1952.
En las elecciones legislativas de 1959, Eshkol coordinó la campaña nacional de Mapai con las ramas locales del partido. También fue nombrado presidente del comité de asuntos sociales del partido. A medida que aumentaba la tensión interna del partido debido al Asunto Lavon, se pidió a Eshkol que actuara como árbitro.
En 1961, Ben-Gurion solicitó su retiro como primer ministro y recomendó a Eshkol como su sucesor. Sin embargo, Mapai hizo que Ben-Gurion se quedara. Ben-Gurion continuó liderando Mapai en las elecciones legislativas de 1961, pero tuvo dificultades para formar una coalición y se basó en las negociaciones de Eshkol con partidos rivales.

### Ministro de finanzas

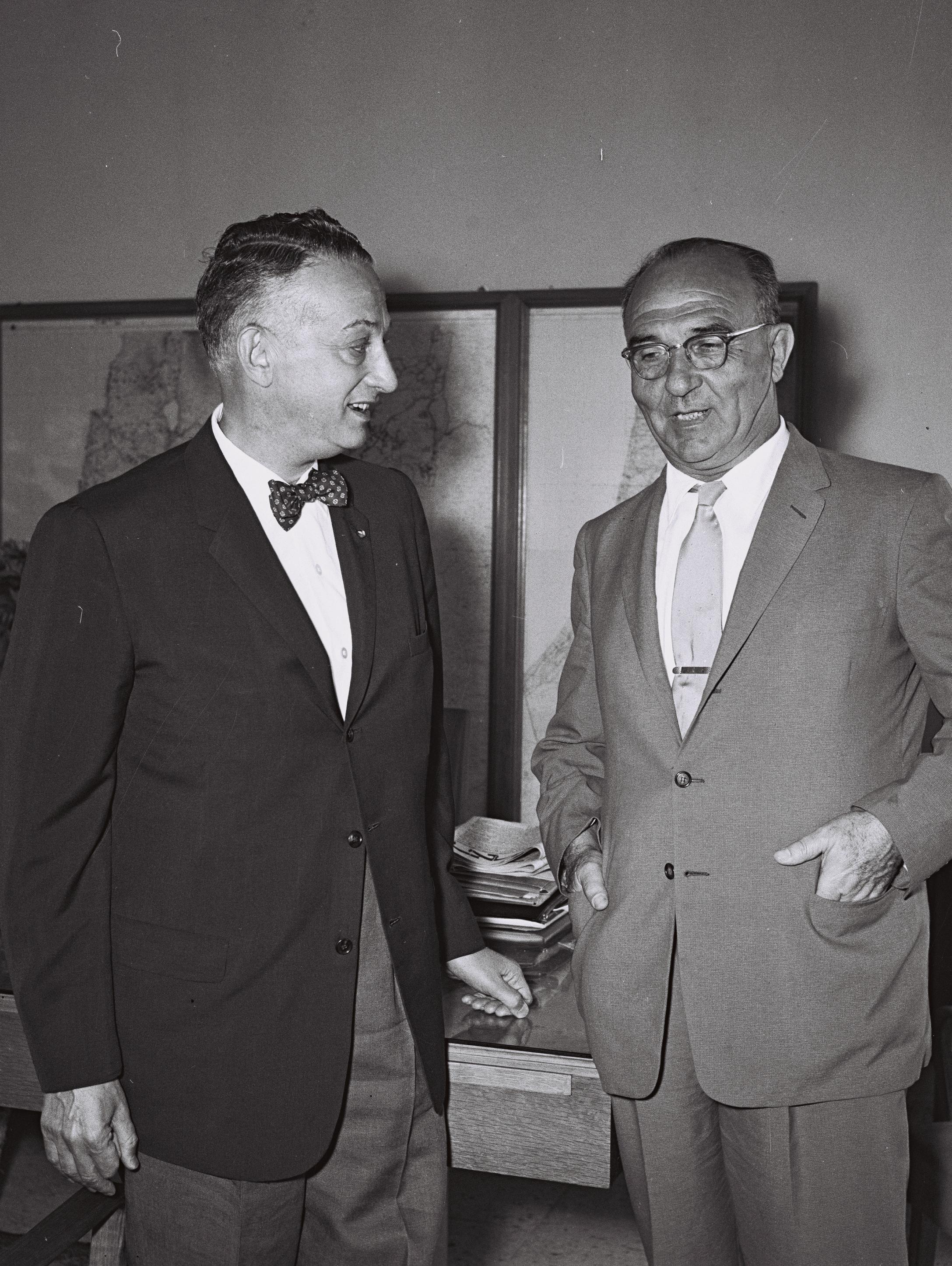
Levi Eshkol (derecha), ministro de Finanzas de Israel, reunido con Arthur Levitt Sr. (izquierda), contralor del Estado de Nueva York (1959)

Tras la muerte de Eliezer Kaplan, fue nombrado ministro de Finanzas y ocupó ese cargo durante los siguientes 12 años. Durante esos años, ayudó a organizar el Ministerio de Hacienda, estableciendo la Dirección de Presupuestos y otros órganos. En 1954 completó la legislación para el establecimiento del Banco de Israel .
Eshkol supervisó la implementación del plan económico de Kaplan de 1952, así como la realización del Acuerdo de Reparación entre Israel y Alemania Occidental, que se encontraba en las etapas finales de negociación y se firmó en septiembre de 1952.
En 1957 inició conversaciones con la Comunidad Económica Europea hacia la integración de Israel en su mercado, logrado finalmente en 1964 con la firma del primer acuerdo comercial entre las dos entidades.
En 1962, Eshkol presentó un nuevo plan económico.

### Presidencia del partido

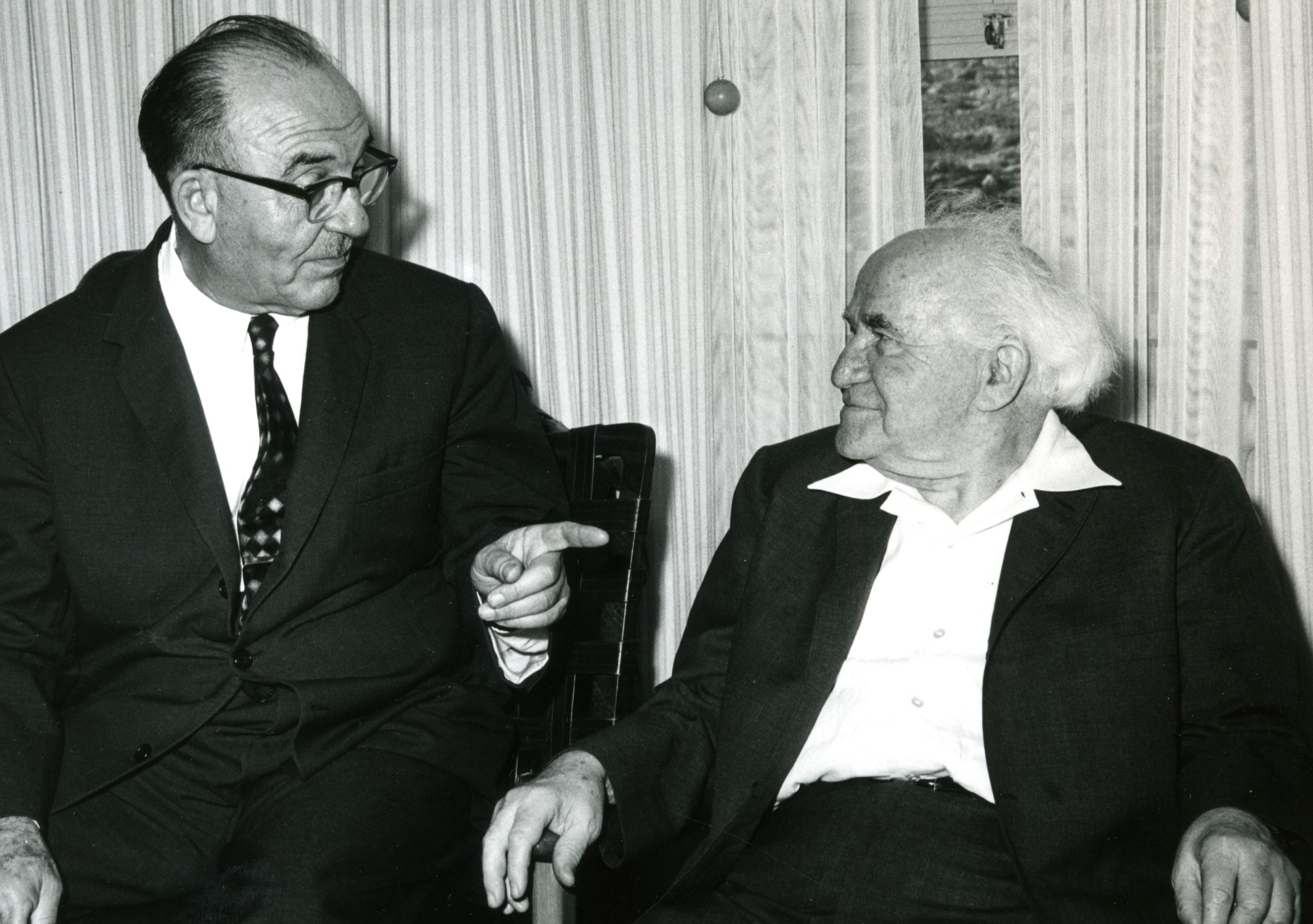
Eshkol y Ben-Gurion, junio de 1963

Durante su período como ministro de Finanzas, Eshkol se estableció como una figura destacada en el liderazgo de Mapai y fue designado por el primer ministro David Ben-Gurion como su sucesor.
Cuando Ben-Gurion dimitió en junio de 1963, Eshkol fue elegido presidente del partido con un amplio consenso y posteriormente fue nombrado primer ministro. Sin embargo, su relación con Ben-Gurion pronto se tornó áspera por la insistencia de este último en investigar el Asunto Lavon, una operación encubierta israelí en Egipto, malsucedida una década antes. Ben-Gurion no pudo desafiar el liderazgo de Eshkol y se separó de Mapai con algunos de sus jóvenes protegidos para formar Rafi en junio de 1965. Mientras tanto, Mapai se fusionó con Ajdut HaAvodá - Poalei Tzion para formar el Alineamiento con Eshkol a la cabeza. Rafi fue derrotado por el Alineamiento en las elecciones celebradas en noviembre de 1965, estableciendo a Eshkol como líder indiscutible del país. Sin embargo, Ben-Gurion, basándose en su influencia como el padre fundador de Israel, continuó socavando la autoridad de Eshkol durante su mandato como primer ministro, presentándolo como un político cobarde incapaz de abordar la situación de seguridad de Israel.
Como presidente del partido, Eshkol sentó las bases para el Alineamiento en 1964, la formación del unificado Partido Laborista de Israel en 1968 y la unión de fuerzas con Mapam para crear el segundo alineamiento en 1969.

### Primer ministro

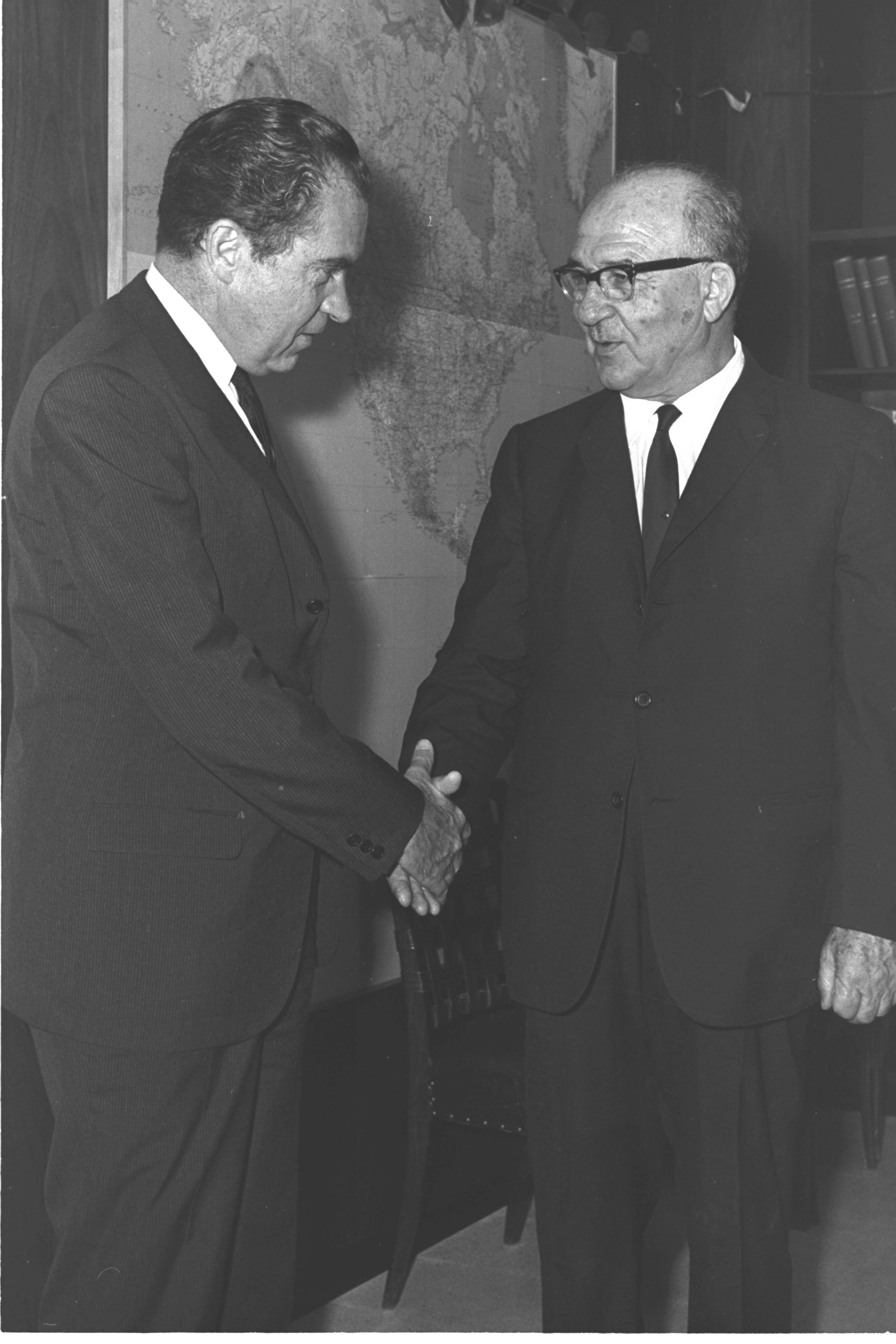
Eshkol con Richard Nixon en Jerusalén el 2 de agosto de 1966.

Eshkol formó el duodécimo gobierno de Israel en 1963. Su primer mandato en el cargo vio un crecimiento económico continuo, personificado por la apertura del Acueducto Nacional de Israel en 1964. El subsecuente "aterrizaje suave" de la economía recalentada por él y el ministro de Finanzas Pinchas Sapir por medio de políticas recesivas precipitó una drástica caída en la actividad económica. La economía planificada centralizada de Israel carecía de los mecanismos para autorregular la desaceleración, que alcanzó niveles más altos de lo esperado. Eshkol enfrentó un creciente malestar interno cuando el desempleo alcanzó el 12% en 1966, pero la recesión finalmente sirvió para curar las deficiencias económicas fundamentales y ayudó a impulsar la recuperación subsiguiente de 1967-1973.
Al ser elegido para el cargo, Levi Eshkol cumplió el deseo de Ze'ev Jabotinsky y llevó su cuerpo y el de su esposa a Israel, donde fueron enterrados en el cementerio Monte Herzl.

#### Relaciones internacionales
Durante sus primeros meses como primer ministro, Eshkol estuvo involucrado en un enfrentamiento diplomático, ahora desclasificado, con los Estados Unidos que había comenzado durante el mandato de Ben-Gurion. Eshkol trabajó para mejorar las relaciones exteriores de Israel, estableciendo relaciones diplomáticas con Alemania Occidental en 1965, así como lazos culturales con la Unión Soviética, lo que también permitió que algunos judíos soviéticos inmigrasen a Israel. Fue el primer primer ministro israelí invitado a una visita oficial de Estado a los Estados Unidos en mayo de 1964.
Con la administración del presidente Johnson también, representada en este caso por el asistente de seguridad nacional Robert W. Komer y otros, Eshkol firmó lo que se conoció como el memorando de entendimiento (MOU) Eshkol-Comer sobre las capacidades nucleares israelíes. El memorando de entendimiento del 10 de marzo de 1965, interpretado de diversas formas desde entonces, decía que "Israel no sería el primer país en "introducir" armas nucleares en Oriente Medio".

#### Guerra de los Seis Días

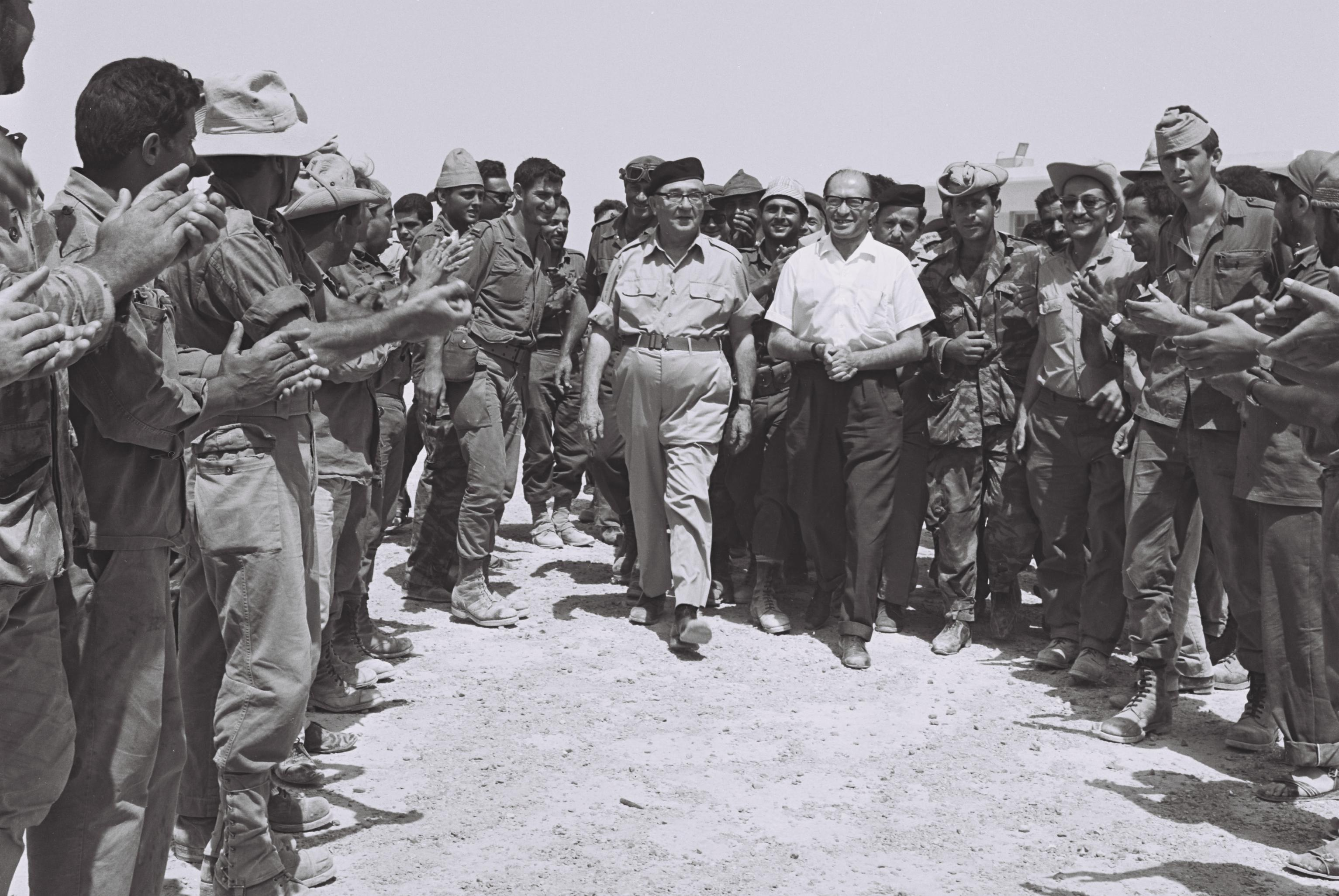
Eshkol y Menachem Begin comienzan a visitar las tropas israelíes en el Sinaí poco después de la guerra de los Seis Días

La relación especial que desarrolló con el presidente Lyndon Johnson resultaría fundamental para asegurar el apoyo político y militar de Estados Unidos para con Israel durante el "período de espera" que precedió a la guerra de los Seis Días de junio de 1967.
Según Michael Oren, la intransigencia de Eshkol frente a la presión militar para lanzar un ataque israelí se considera fundamental para aumentar la ventaja estratégica de Israel y obtener legitimidad internacional, pero en ese momento se lo percibió como vacilante, una imagen cimentada a continuación en un discurso de radio entrecortado el 28 de mayo. Las provocaciones cada vez más abiertas del presidente egipcio Nasser crearon apoyo diplomático para Israel. Eshkol finalmente estableció un Gobierno de Unidad Nacional junto con el partido Herut de Menachem Begin, concediendo la cartera de Defensa a Moshe Dayan.

### Muerte y funeral

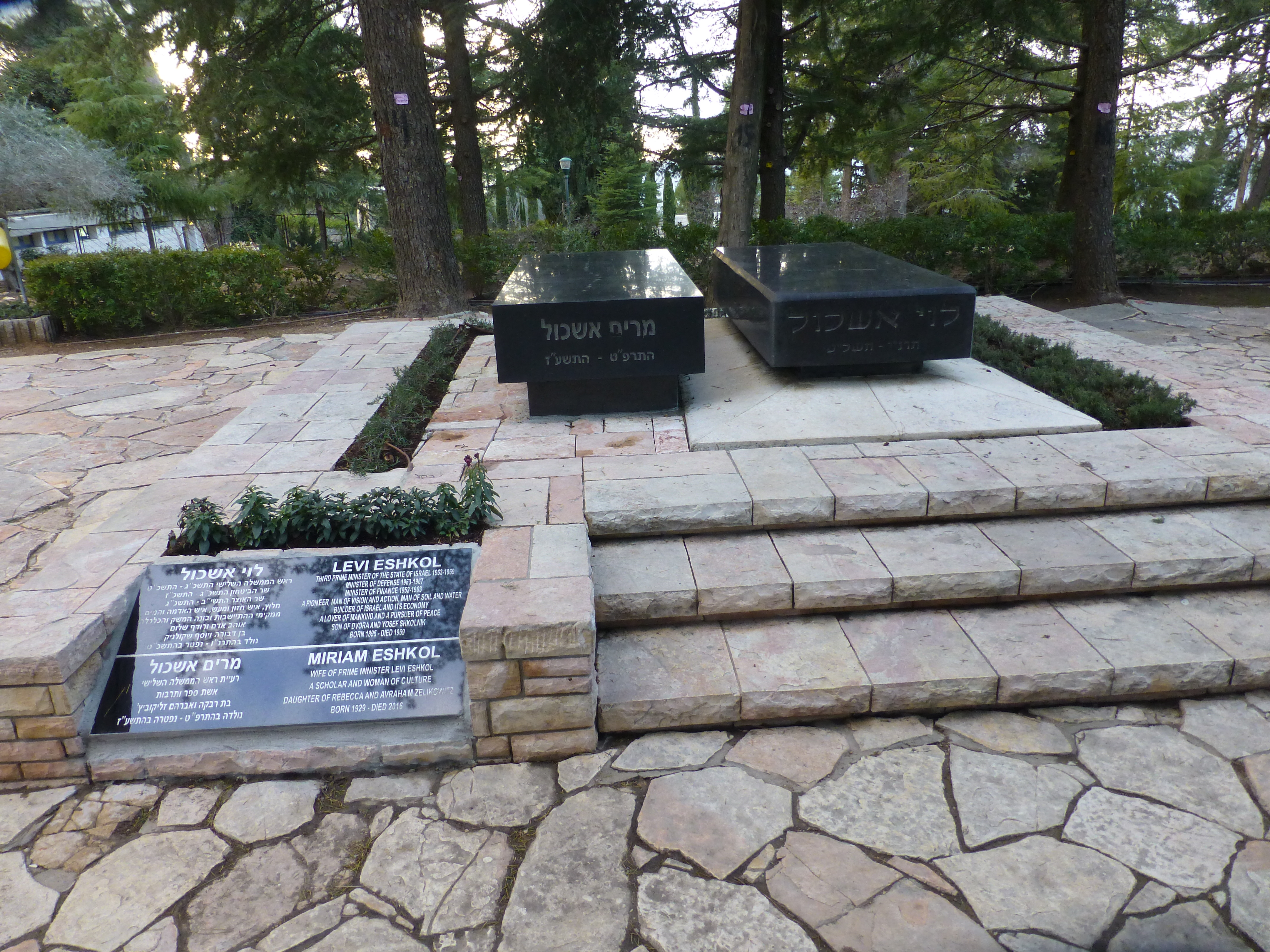
Tumba de Levi Eshkol y su esposa Miriam en el Monte Herzl, Jerusalén

En el año siguiente a la guerra, la salud de Eshkol fue deteriorándose gradualmente, aunque permaneció en el poder. Sufrió un infarto el 3 de febrero de 1969 del que se recuperó y poco a poco volvió a su trabajo, manteniendo reuniones desde la residencia oficial del primer ministro. En la madrugada del 26 de febrero sufrió un ataque fatal. A su lado estaban su esposa y tres médicos, incluido Moshe Rachmilewitz. Murió en el cargo, a la edad de 73 años.
Eshkol fue enterrado el 28 de febrero en el monte Herzl y fue el primer primer ministro enterrado en la Parcela de los Grandes Líderes de la Nación, precedido solo por Eliezer Kaplan e Yosef Sprinzak .
Eshkol expresó sus deseos de ser enterrado en su Kibutz, Deganya Bet. Sin embargo, a su fallecimiento se convocó una reunión de gobierno en la que los ministros expresaron su apoyo a su entierro en Jerusalén. Esta decisión no solo fue simbólica en su naturaleza (después de la Guerra de los Seis Días), sino que también se vio respaldada por la temporada de invierno y la dificultad de realizar un funeral de estado en el Valle del Jordán, así como por la Guerra de Desgaste y el posible riesgo de seguridad en los bombardeos dirigidos hacia la región de Deganya Bet. La propuesta del gobierno fue aprobada ese mismo día por la familia Eshkol. Una segunda reunión del gobierno ese día declaró dos días de duelo nacional, hasta después del funeral de Estado. Las banderas de todo el país se izaron a media asta.
El cuerpo de Eshkol permaneció en la residencia del primer ministro en una exhibición pública, con una guardia de honor de la policía israelí. El 27 de febrero a las 6:00, lo trasladaron a la plaza de la Knesset, abierta al público que pasaba ante el ataúd. El 28 de febrero se celebró en la plaza de la Knesset una ceremonia oficial de Estado a la que asistieron dignatarios y delegados internacionales, antes de la procesión fúnebre hacia el Monte Herzl.
Los delegados internacionales en el funeral representaron a seis países:
- Australia – Presidente de la Cámara de Representantes de Australia William Aston
- Canadá – Miembros del Parlamento de Canadá Paul Martin Sr. y Philip Givens
- Suazilandia – Ministro de gobierno Dlamini
- Reino Unido – MPs Eirene White y Barnett Janner
- Estados Unidos – Secretario de Salud y Servicios Humanos de los Estados Unidos Robert Finch, Subsecretario de Estado Joseph J. Sisco, Max Fisher y otros.
- Alemania Occidental – Presidente del Bundesrat alemán Herbert Weichmann

## Vida personal
Eshkol se casó tres veces y tuvo cuatro hijas:
- De su primer matrimonio con Rivka Maharshak, tuvo una hija, Noa (1924-2007). Se divorciaron en 1927.
- Eshkol se casó con su segunda esposa Elisheva Kaplan en 1930, con quien tuvo tres hijas: Dvora Rafaeli (1930-2001), Tama Shochat y Ofra Nevo.[13] Su esposa Elisheva murió en 1959.
- En 1964 se casó con Miriam, bibliotecaria de la Biblioteca de la Knesset y 35 años menor que él, quien falleció en 2016.

Su hija mayor, Noa, no se casó. De su segundo matrimonio, Eshkol tuvo ocho nietos. Su hija Dvora se casó con Eliezer Rafaeli y era madre de tres hijos, incluido el Prof. Sheizaf Rafaeli. Su hija Tama se casó con Avraham Shochat, quien lo sucedió como ministro de Finanzas (1992–1996, 1999–2001), y tuvo tres hijos. Su hija menor, Ofra, se casó con el Prof. Baruch Nevo y tuvo dos hijos, incluido el autor Eshkol Nevo, que recibió su nombre.
Eshkol tenía tres hermanos. Su hermano Ben-Zion Shkolnik era un refusenik que hizo aliá en 1964. Otros dos hermanos, Lippa y Emanuel, permanecieron en la Unión Soviética. Emanuel Shkolnik murió durante un combate en la Segunda Guerra Mundial mientras servía en el Ejército Rojo .

## Reconocimiento público

### Honores
Eshkol recibió ciudadanías honorarias de pueblos y ciudades en Israel y en el extranjero: Filadelfia (1964), Chicago (1964), El Paso (1964), Tirat Carmel (1965), Kiryat Gat (1965), Nazareth Ilit (1965), Beer Sheva (1965), Beit Shean (1965), Afula (1965), Dimona (1967), Ashdod (1968), Jerusalén (1968), Petach Tikva (1968)
Fue galardonado con doctorados honorarios por la Universidad Hebrea de Jerusalén (1964), Universidad Roosevelt (1964), Universidad Yeshiva (1964), Universidad de Liberia (1966) y Hebrew Union College. (1968).

### Conmemoración

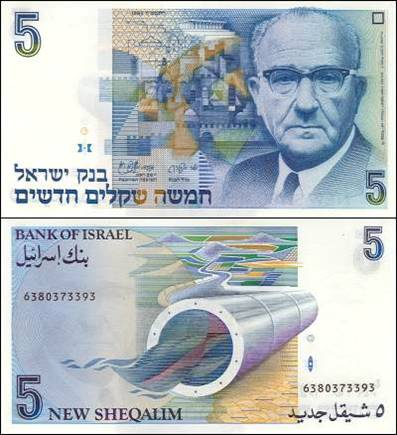
Eshkol sobre el billete de 5 nuevos sheqalim

Desde 1970, Yad Levi Eshkol es la organización oficial que conmemora al primer ministro Eshkol. Mantiene actividades educativas en su memoria, mantiene sus documentos y archivo personal, apoya la investigación académica relacionada con Eshkol y, desde 2016, opera el edificio histórico en Jerusalén que sirvió como residencia del ex primer ministro y ahora alberga un centro de visitantes en memoria de Eshkol.
Numerosos sitios nacionales llevan su nombre:
- Consejo Regional de Eshkol en el noroeste de Negev.
- Parque nacional Eshkol cerca de Beersheba .
- Central eléctrica de Eshkol .
- Planta de filtración de agua Eshkol, la instalación central de filtración de agua del Acueducto Nacional de Israel.

Calles y barrios han sido nombrados en su honor, entre ellos el barrio de Ramat Eshkol en Jerusalén. Varias escuelas también llevan su nombre, incluida HaKfar HaYarok . La Universidad Hebrea de Jerusalén nombró a la Facultad de Agricultura en nombre de Levi Eshkol, y también estableció un instituto de investigación en su nombre en la Facultad de Ciencias Sociales.
Israel emitió en 1970 un sello postal con un retrato de Eshkol. En 1984, su imagen fue elegida para el billete de cinco mil del antiguo shekel israelí, reemplazado en 1985 por el nuevo billete de cinco shekel israelí. Desde 1990, su imagen se encuentra en una acuñación limitada, pero circulada, de la nueva moneda de cinco shekel israelí que reemplazó al billete.

## Galería

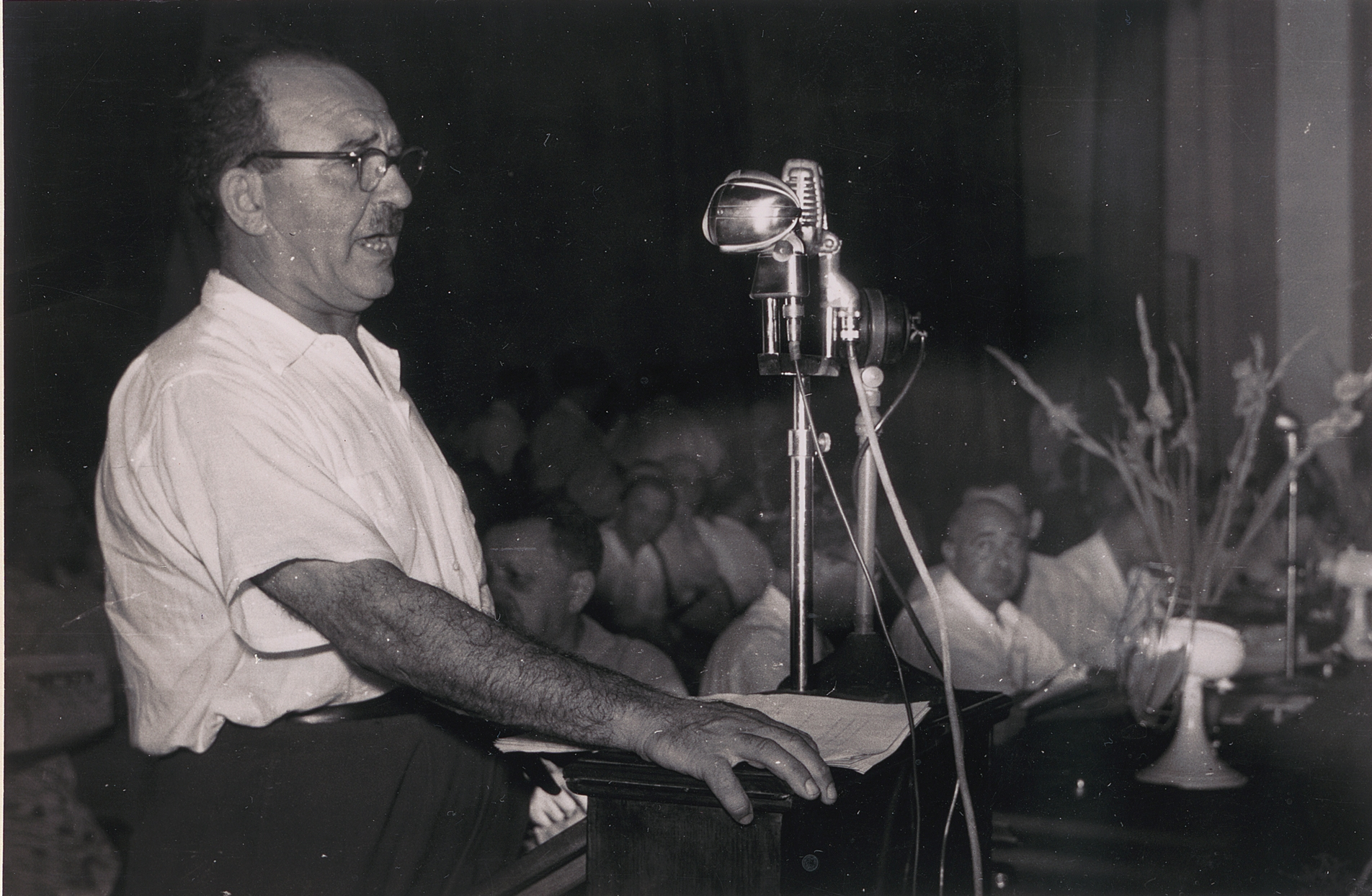
Hablar en público, 1954
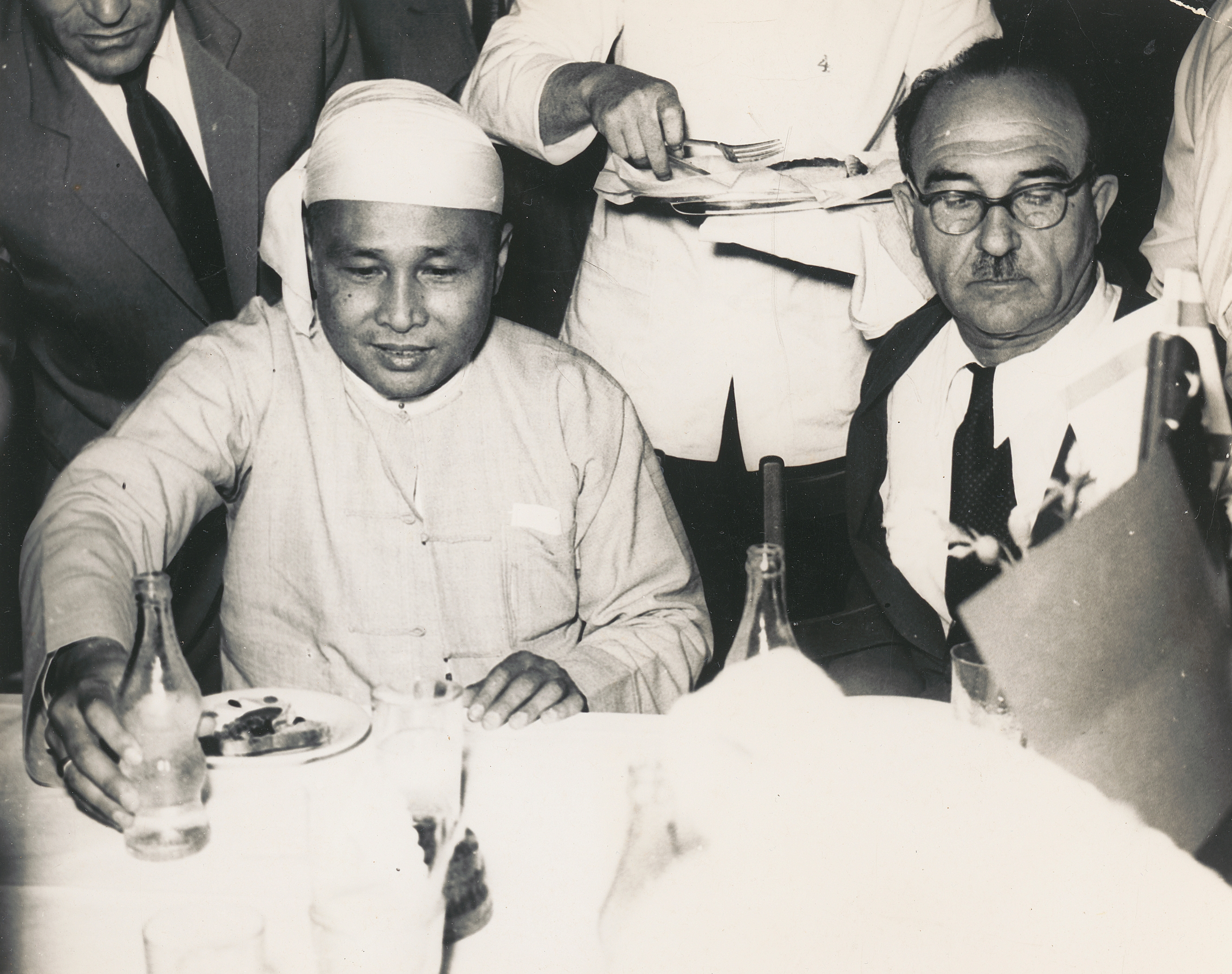
Con U Nu, 1955
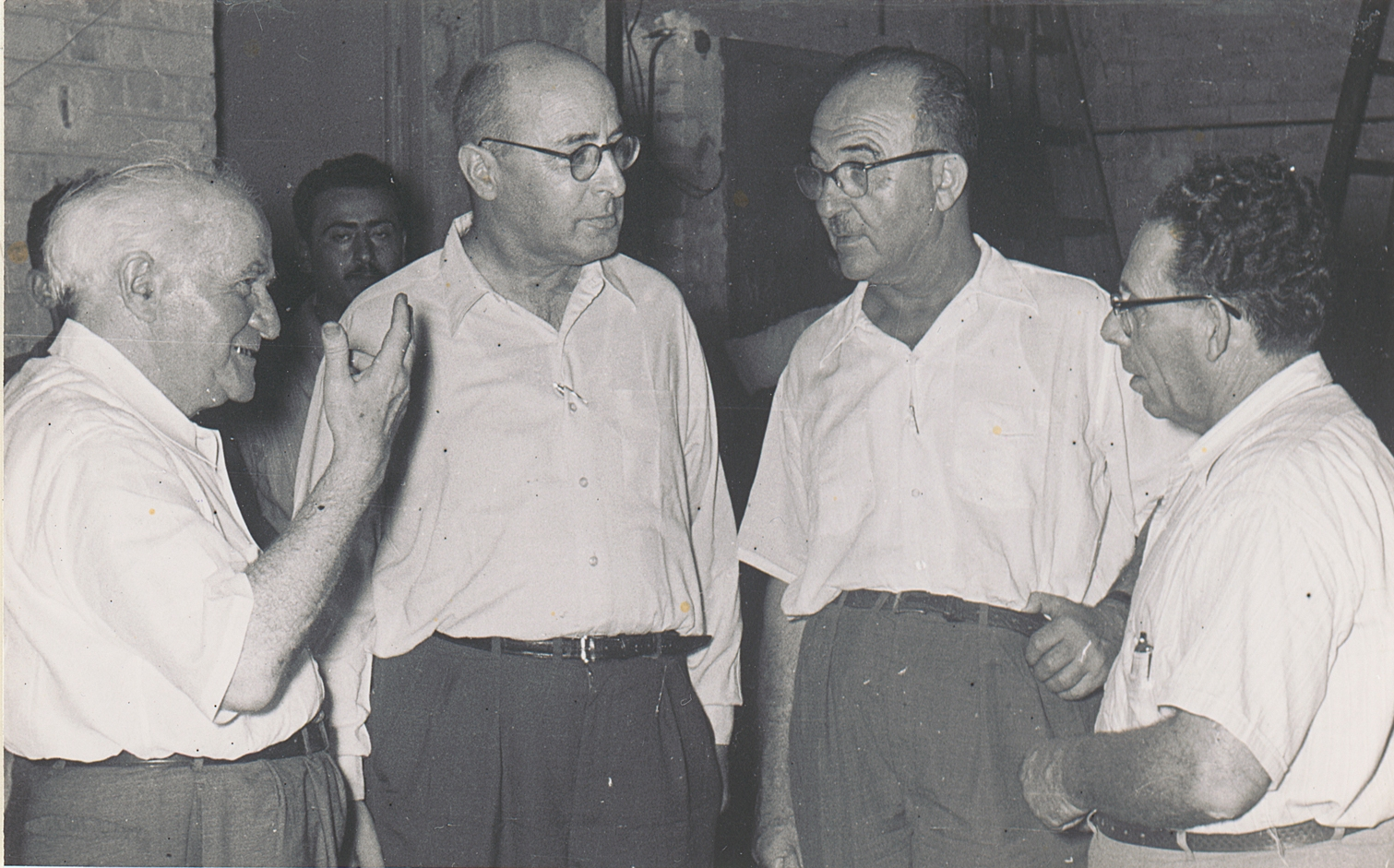
Con Ben-Gurion y Pinchas Sapir, 1956
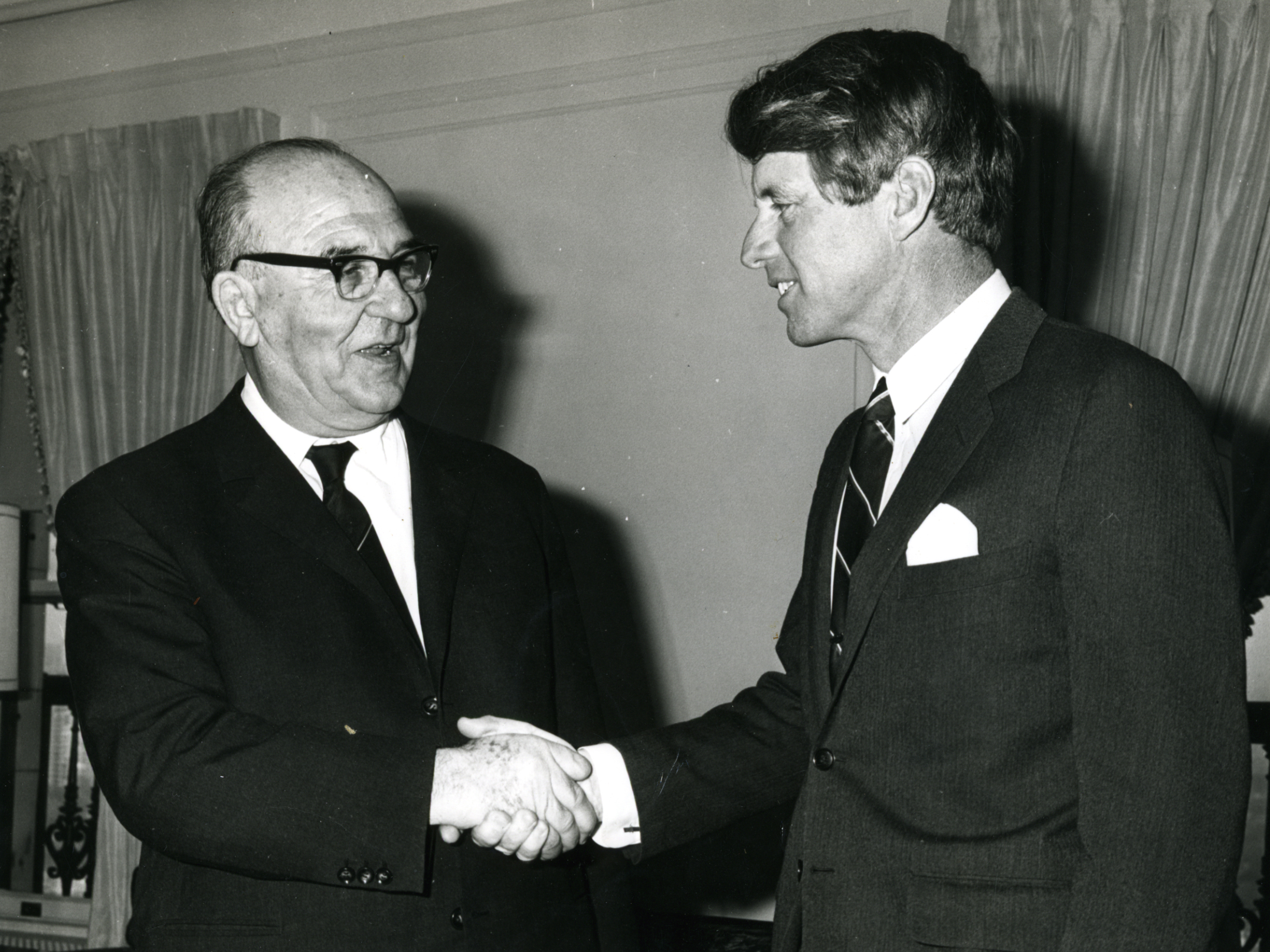
Con el senador Robert F. Kennedy, 1960
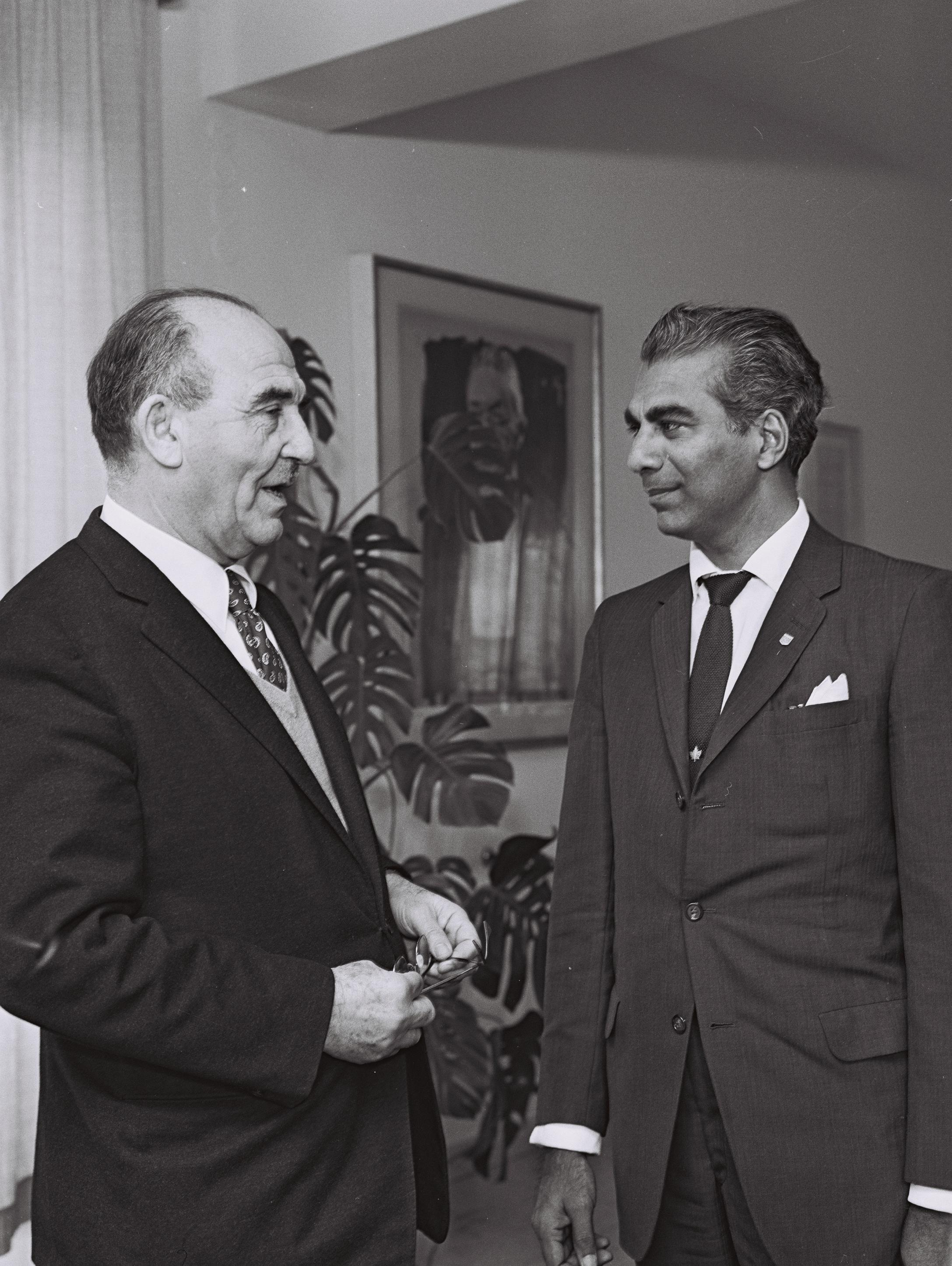
Con Cheddi Jagan, 1961
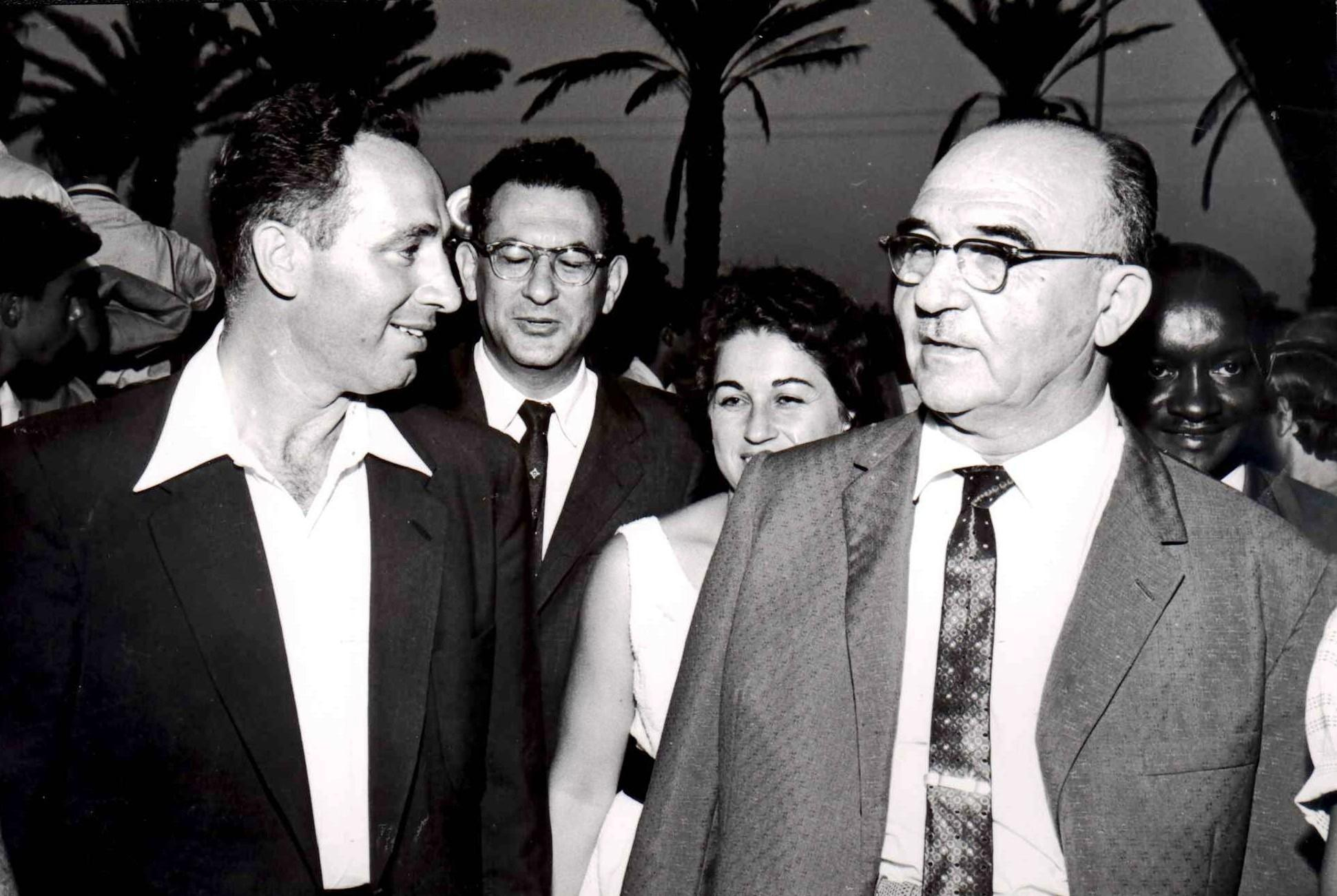
Con Shimon Peres
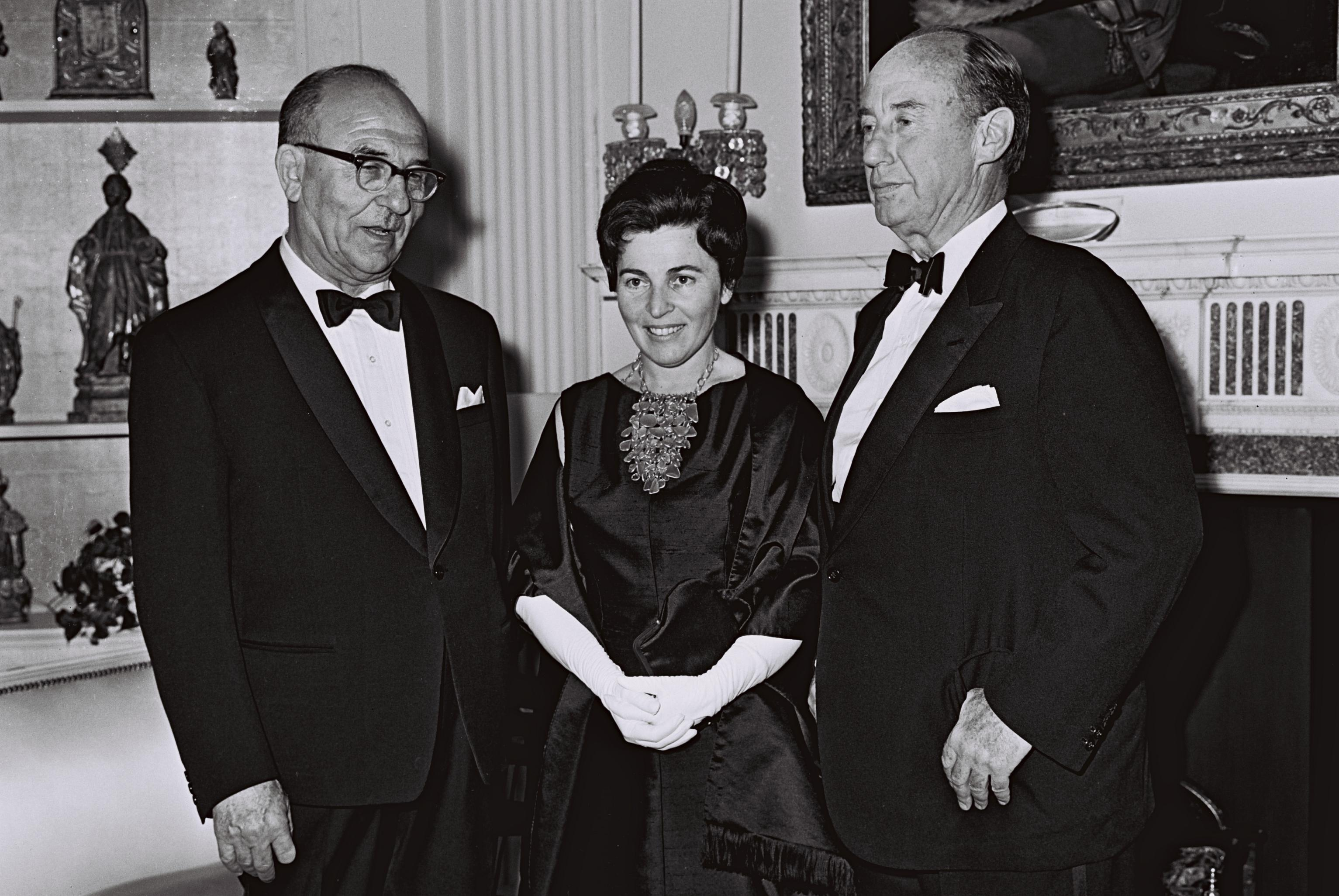
Con la Sra. Eshkol y Adlai Stevenson, 1964
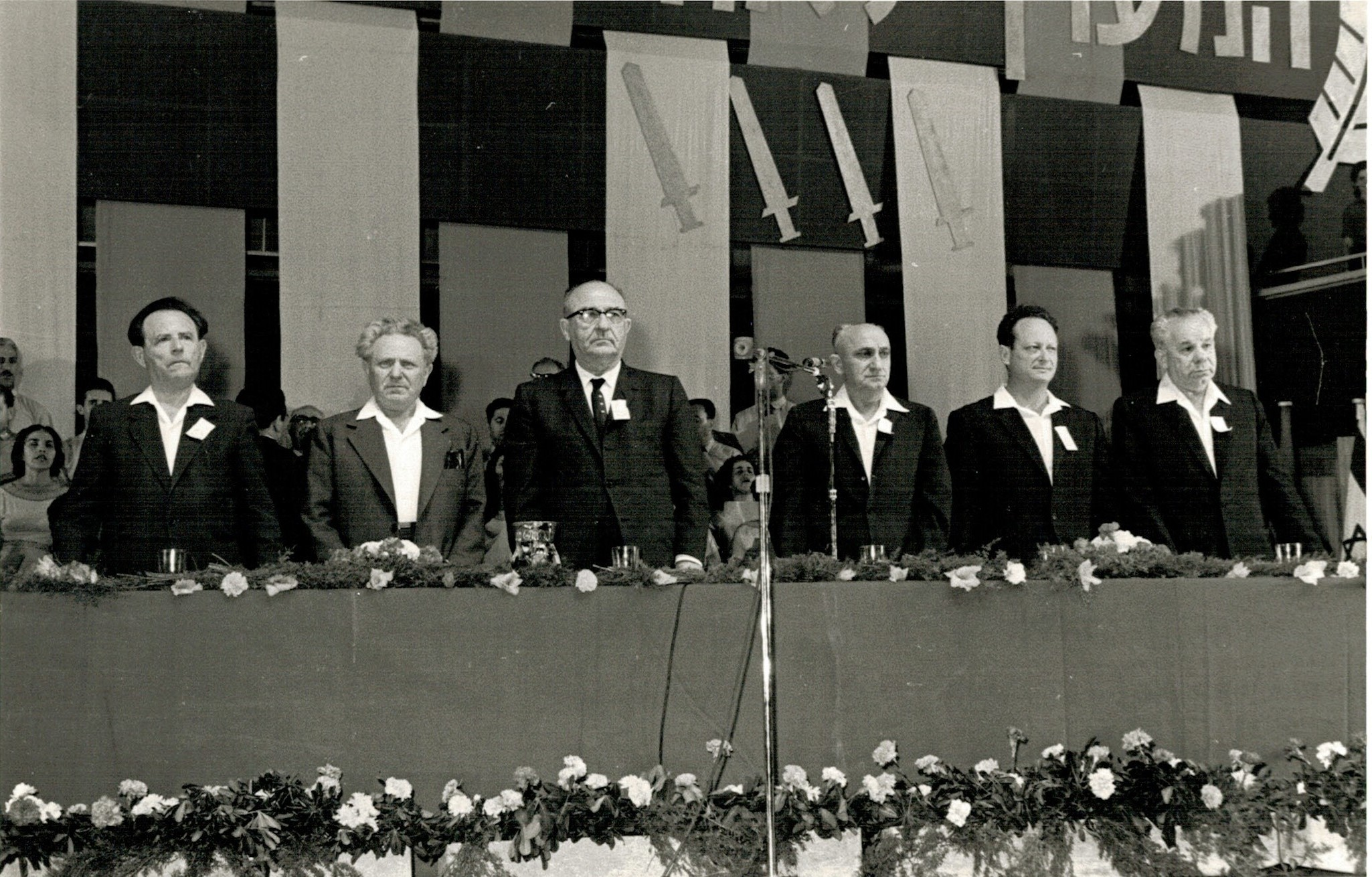
Formación de la alineación, 1965
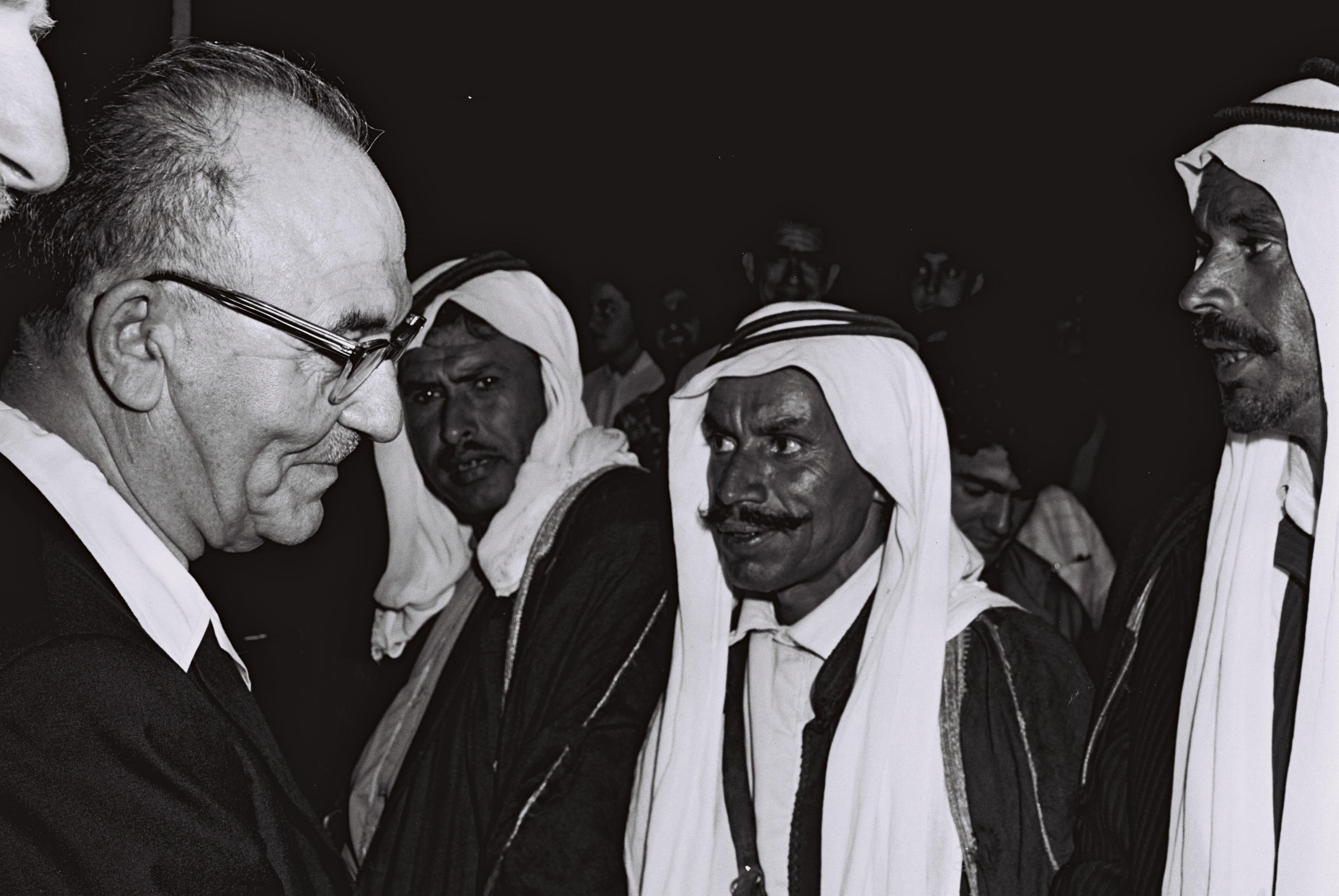
Con dignatarios beduinos, 1965
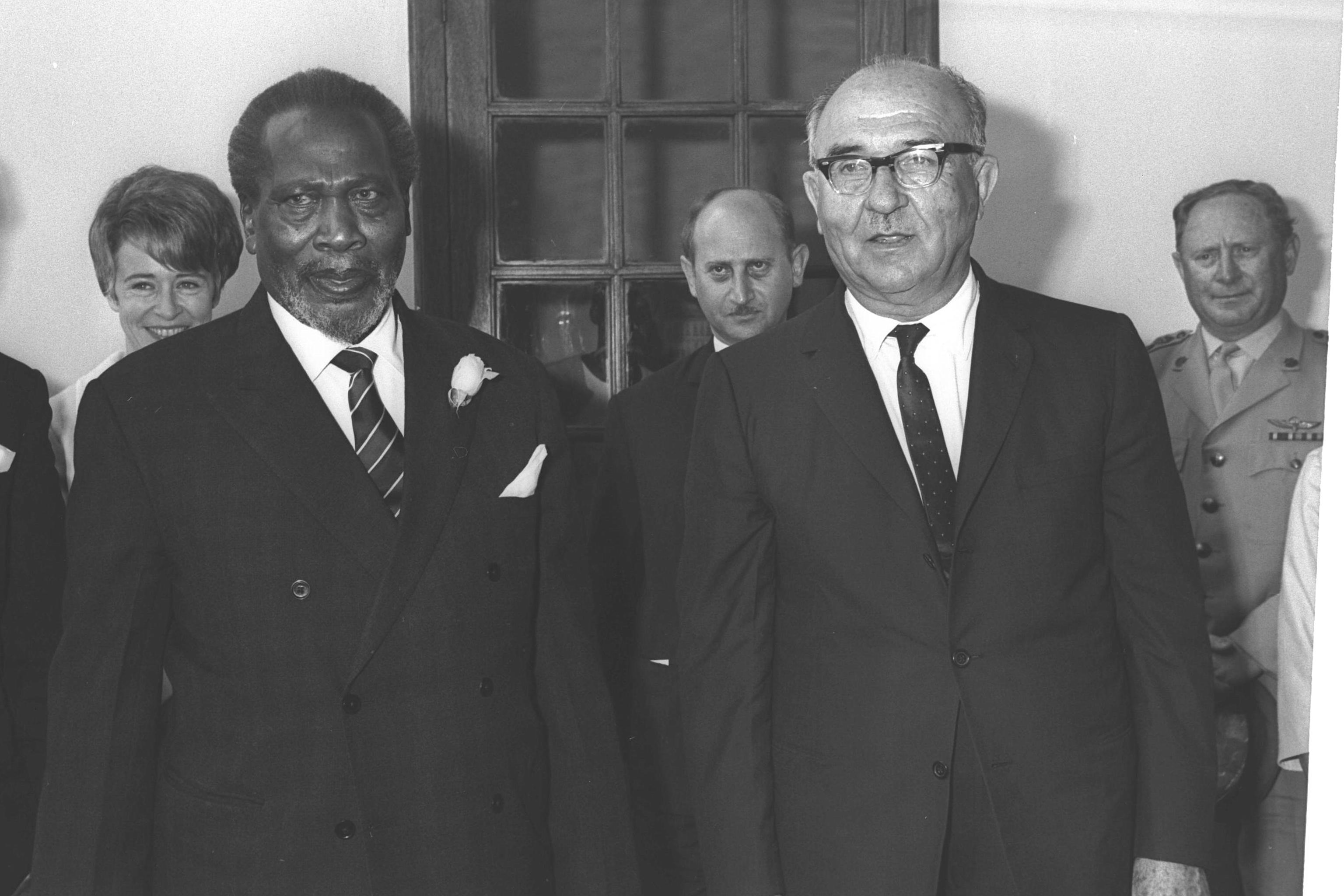
Con Jomo Kenyatta, 1966
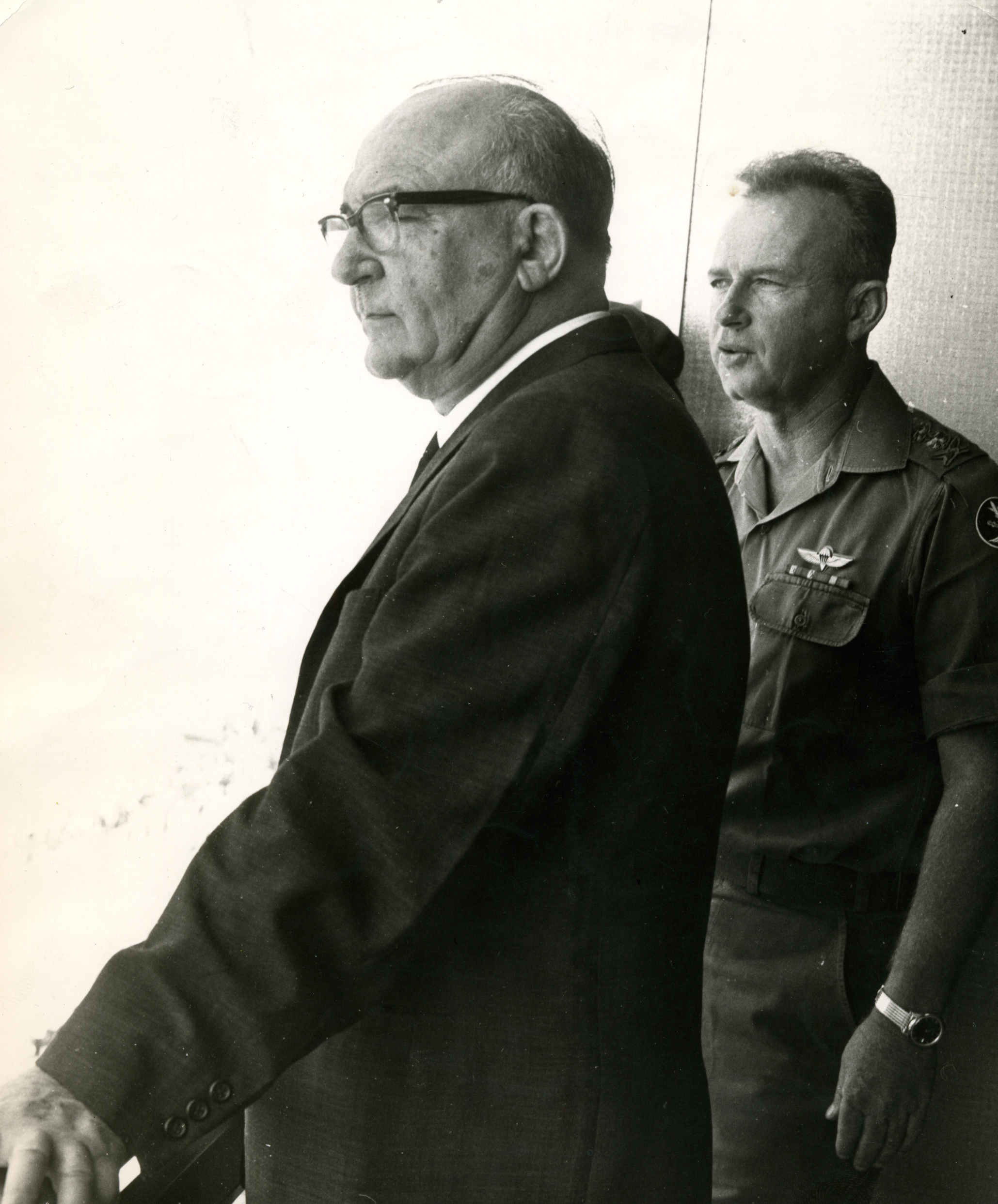
Con Yitzhak Rabin, 1966
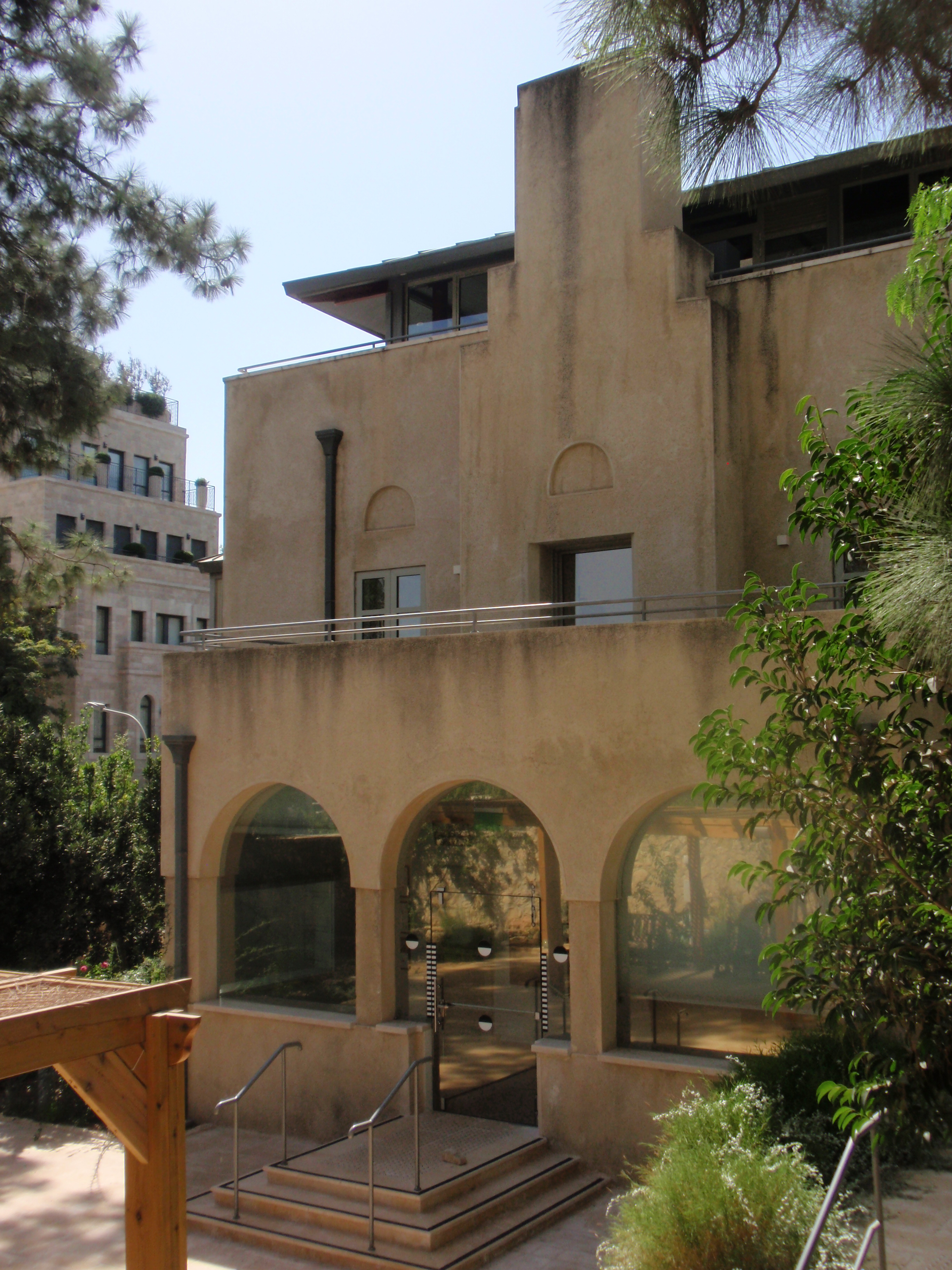
Yad Levi Eshkol en Jerusalén
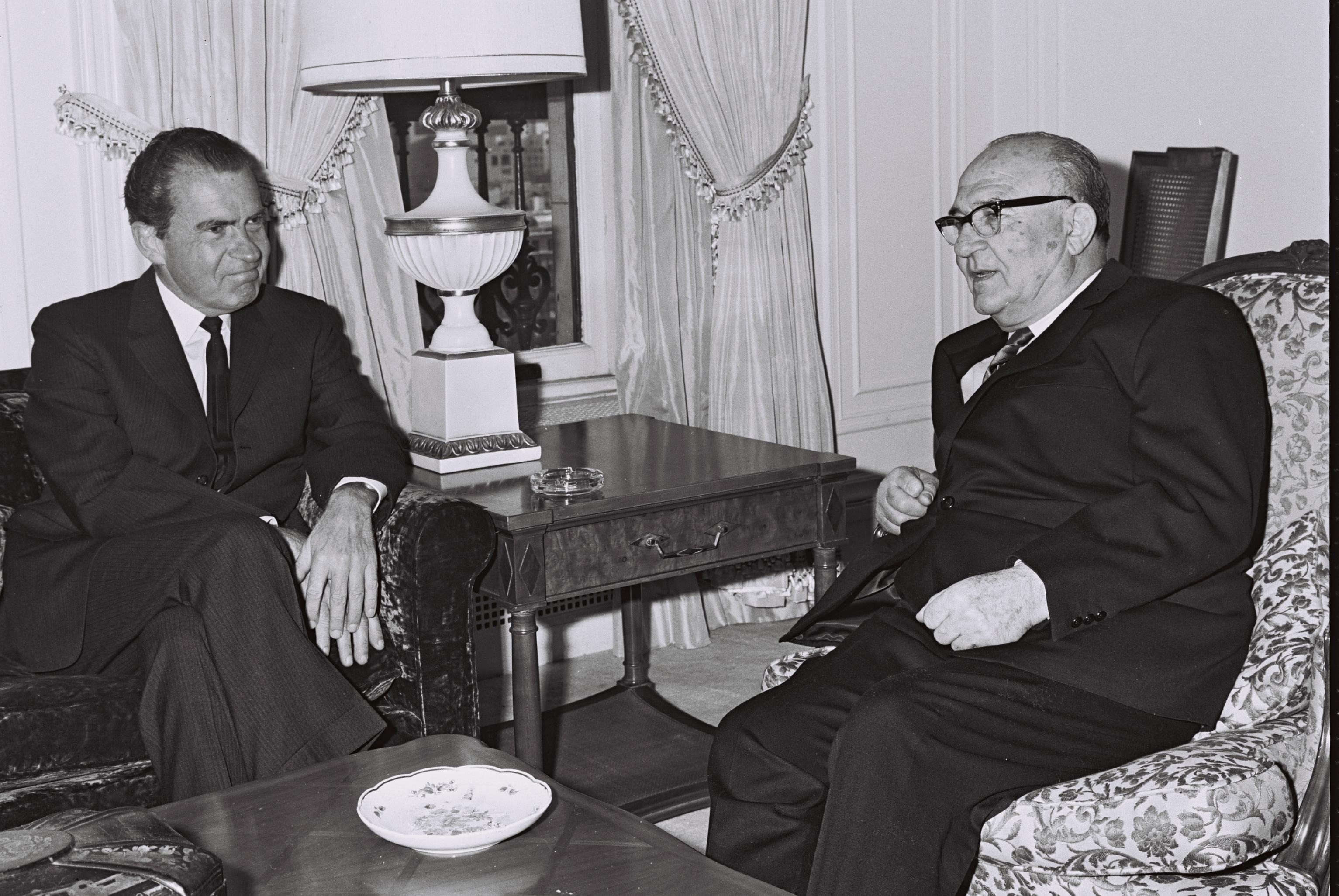
Con Richard Nixon el 10 de enero de 1968

## Otras lecturas

### Libros como autor
- Eshkol, Levi (1958). The Birth Pangs of Settlement (en hebreo). Am Oved.
- Eshkol, Levi (1965). Up the Road (en hebreo). Ayanot.
- Eshkol, Levi (1969). The Covenant of the Land (en hebreo). Tarbut ve Hinuch.

### En inglés
- Aronson, Shlomo. "Liderazgo, guerra preventiva y expansión territorial: David Ben-Gurion y Levi Eshkol". Asuntos de Israel 18.4 (2012): 526-545.
- Aronson, Shlomo. "David Ben-Gurion, Levi Eshkol y la lucha por Dimona: un prólogo de la guerra de los seis días y sus resultados (no) anticipados". Asuntos de Israel 15.2 (2009): 114-134.
- Aronson, Shlomo (2010). Levi Eshkol: From Pioneering Operator to Tragic Hero – A Doer. Vallentine Mitchell.
- Avner, Yehuda (2010). The Prime Ministers: An Intimate Narrative of Israeli Leadership. Toby Press. ISBN 978-1-59264-278-6. OCLC 758724969.
- Goldstein, Yossi. "Los primeros ministros de Israel y los árabes: Levi Eshkol, Golda Meir e Yitzhak Rabin". Asuntos de Israel 17.02 (2011): 177-193.

- Prittie, Terence (1969). Eshkol: The Man and the Nation. Pitman.

### En hebreo
- Israel State Archive (2001). Levi Eshkol: Third Prime Minister (1895–1969) (en hebreo). Israel State Archive.
- Ben-Horin, Daniel (2017). Intelligence of the Hesitant: The Life and Views of the Third Prime Minister (en hebreo). Orion.
- Eshkol-Nevo, Ofra (1988). A Token of Humor (en hebreo). Idanim.
- Giladi, Dan (1993). Levi Eshkol: Captain of Mass Settlement, 1948–1952 (en hebreo). Golda Meir Institute.
- Goldstein, Yossi (2003). Eshkol: Biography (en hebreo). Keter.
- Lammfrom, Arnon (2014). Levi Eshkol: Political Biography, 1944–1969 (en hebreo). Resling.
- Lufpban, Hezi (1965). Eshkol (en hebreo). Am Oved.
- Manor, Alexander (1965). Levi Eshkol Sayings (en hebreo). Orli.
- Medved, Dov (2004). Levi Eshkol, State and Party, 1948–1953 (en hebreo). Ben-Gurion University of the Negev. Text has an English summary.
- Rosenman, Avraham (1969). The Lights: Ruppin and Eshkol (en hebreo). Masada.
- Shapiro, Yosef (1969). Levi Eshkol: Within Public Service (en hebreo). Masada.